# Ca’ d’Andrea
Ca’ d’Andrea ist eine Fraktion der italienischen Gemeinde (comune) Torre de’ Picenardi in der Provinz Cremona, Region Lombardei.

## Geographie
Der Ort liegt in der Poebene etwa 19,5 Kilometer ostsüdöstlich der Provinzhauptstadt Cremona.

## Geschichte
Ca’ d’Andrea war bis 2018 eine eigenständige Gemeinde und wurde nach einem Referendum zum 1. Januar 2019 nach Torre de’ Picenardi eingemeindet.